# Yvonne Astruc
Pour les articles homonymes, voir Astruc.
Yvonne Astruc est une violoniste française née le 27 avril 1889 à Asnières et morte le 17 octobre 1980 à Paris.

## Biographie
Yvonne Sarah Astruc naît le 27 avril 1889 à Asnières,.
Elle commence la musique à l'âge de cinq ans et entre en 1906 dans la classe de violon d'Augustin Lefort au Conservatoire de Paris, où elle obtient un 1er prix en 1909.
Comme interprète, elle fait ses débuts à Paris avant de partir en Angleterre et d'être engagée par Henry Wood. Elle connaît ensuite une carrière internationale et défend les compositeurs de son temps, jouant notamment Gabriel Fauré, Maurice Ravel, Florent Schmitt, Igor Stravinsky, Darius Milhaud, Lili Boulanger et Georges Enesco, avec lequel elle se produit régulièrement en sonate.
En 1920, Yvonne Astruc épouse le pianiste Marcel Ciampi, avec qui elle joue également en concert.
Elle devient une figure centrale de l'enseignement de la musique française. Appelée par Alfred Cortot, elle est notamment professeure à l'École normale de musique de Paris, où elle forme de nombreux élèves.
Elle est la dédicataire de plusieurs œuvres, de Darius Milhaud (Concertino de printemps, op. 135, 1935) et Germaine Tailleferre (Concerto pour violon, 1936 ; Sonate pour violon et piano no 2, 1951), et la créatrice de la Suite en cinq parties pour violon, récitant et orchestre (1925) de Georges Migot, notamment.
Elle est officier de la légion d'honneur et la mère du cinéaste Yves Ciampi.
Yvonne Astruc meurt le 17 octobre 1980 dans le 17e arrondissement de Paris,.